# Bill Gregory
Bill Gregory é um ex-jogador profissional de futebol americano estadunidense.

## Carreira
Bill Gregory foi campeão da temporada de 1977 da National Football League jogando pelo Dallas Cowboys.